# Djamila
Dshamilja, Djamila (russisch Джамиля, kirgisisch Жамийла) von Tschingis Aitmatow ist eine 1958 entstandene Novelle über die Liebe. Sie war Aitmatows Abschlussarbeit am Maxim-Gorki-Literaturinstitut in Moskau und wurde erstmals in der Literaturzeitschrift Nowy Mir veröffentlicht. 1960 erschien sie in deutscher Sprache unter dem Titel Djamila, übersetzt von Hartmut Herboth im Verlag Kultur und Fortschritt (Ost-Berlin/DDR).

## Inhalt
Said, ein 15-jähriger Junge, erzählt die Liebesgeschichte seiner Schwägerin Djamila. Während die jungen Männer, die Dschigiten genannt werden und damit auch Djamilas Mann, Sadyk, im Zweiten Weltkrieg an der Front kämpfen, lernt sie Danijar bei den täglichen Getreidefuhren zum Bahnhof mit ihm kennen. Er ist ein teilinvalider Frontheimkehrer, scheu, träumerisch und von den Menschen im Dorf gemieden. Erst als er eines Tages ein Lied singt, bemerkt Djamila, dass in ihm ungeahnte Qualitäten stecken. Er singt von der Landschaft und vom Leben, und auch Said ist hingerissen von ihm. Djamila und Danijar verlieben sich ineinander. Said billigt dies – obwohl er selbst auf eine für ihn noch unbegreifliche Weise in Djamila verliebt ist und bisher versucht hat, Djamila von Männern fernzuhalten. Durch den Gesang Danijars entdeckt er sein eigenes künstlerisches Ausdrucksverlangen als Maler. Nach Sadyks Heimkehr von der Front eskaliert die Situation, und die zwei Verliebten verlassen das Dorf und brechen so die Tradition, um miteinander leben zu können. Auch Said verlässt das Dorf und folgt seiner Berufung als Maler.

## Übersetzungen ins Deutsche
Die Übersetzungen wurden in drei Schreibweisen der Titelfigur vorgelegt, wobei die erste Übersetzung durch Gisela Drohla in zahlreichen Auflagen und Neuausgaben der Verlage Insel und Suhrkamp von 1962 bis 2011 und zuletzt 2022 auch noch von Galiani Berlin genutzt wurde. Die einzige andere bekannte Übersetzung ins Deutsche besorgte Hartmut Herboth (Verlag Volk und Welt Berlin 1971, L.N. 302, 410/241/71)
- Dshamilja. Erzählung, mit einem Vorwort von Louis Aragaon. Übersetzt von Gisela Drohla. Insel Verlag, Frankfurt a. M. 1962; (zuletzt 2011 mit einem Vorw. von Louis Aragon. ISBN 978-3-458-35785-8.)

Neuausgabe. Gleiche Übersetzung mit einem Vorw. von Louis Aragon. Suhrkamp Verlag, Frankfurt a. M. 1972. (zuletzt 2009. ISBN 978-3-518-46094-8.)
Neuauflage. Gleiche Übersetzung mit Illustrationen von Stefanie Harjes. Insel Verlag, Frankfurt a. M. 2016. ISBN 978-3-458-20009-3.
- Dshamilja. Übersetzt von Hartmut Herboth. Unionsverlag, Zürich 1988. ISBN 3-293-00135-1.
- Djamila. Illustriert von Kat Menschik. Galiani Berlin, Köln 2022. ISBN 978-3-86971-253-6.

## Verfilmungen
Erstmals verfilmt wurde das Buch 1969 in der Sowjetunion von der russischen Filmproduktionsgesellschaft Mosfilm. Regie führte Irina Poplawskaja, die Hauptrolle spielte Natalja Arinbassarowa; das Drehbuch stammte von Aitmatow. Der deutsche Filmtitel lautete Sehnsucht nach Djamila. 1994 folgte eine weitere Verfilmung unter der Regie von Monica Teuber.
2008 verfilmte Marie Jaoul de Poncheville den Stoff unter dem Titel Tengri neu. Der Film mit Albina Imashewa, Hélène Patarot und Elim Kalmuratow basiert auf Dshamilja.

## Rezeption
Louis Aragon schrieb über das Buch: Ich schwöre es, es ist die schönste Liebesgeschichte der Welt. Der Satz wurde von mehreren Verlagen auch im Klappentext verwendet.
Für Schüler in der DDR war Dshamilja Pflichtlektüre.